# 富士大学の人物一覧
富士大学の人物一覧（ふじだいがくのじんぶついちらん）は、富士大学に関係する人物の一覧記事。

## 教員
- 小山田了三（元学長、物性工学者、技術史学者）
- 斉藤国雄（大学院教授、エコノミスト、国際通貨基金アジア太平洋局長）
- 森嘉兵衛（歴史学者、岩手大学名誉教授）
- 七宮涬三（歴史学者、作家、実業家、名誉教授）
- 玉澤徳一郎（奥州大学講師、富士大学助教授、衆議院議員、防衛庁長官、農林水産大臣）

## 著名な出身者

### 政界
- 中里長門（陸前高田市長、奥州大学卒業）

### スポーツ

#### 野球
- 豊田圭史（学生野球指導者、元富士大学硬式野球部監督）
- 橋本大祐（元阪神タイガース）
- 相原勝幸（元千葉ロッテマリーンズ）
- ディエゴ・フランカ（新日鐵住金かずさマジック）：2013 ワールド・ベースボール・クラシック・ブラジル代表
- 中村恭平（元広島東洋カープ）
- 山川穂高（福岡ソフトバンクホークス）
- 外崎修汰（埼玉西武ライオンズ）
- 菊池拓斗（福岡ソフトバンクホークスコーチ）
- 多和田真三郎（元埼玉西武ライオンズ）
- 小野泰己（オリックス・バファローズ）
- 佐藤龍世（中日ドラゴンズ）
- 鈴木翔天（東北楽天ゴールデンイーグルス）
- 佐々木健（埼玉西武ライオンズ）
- 金村尚真（北海道日本ハムファイターズ）
- 麦谷祐介（オリックス・バファローズ）
- 佐藤柳之介（広島東洋カープ）
- 安德駿（福岡ソフトバンクホークス）
- 渡邉悠斗（広島東洋カープ）
- 長島幸佑（千葉ロッテマリーンズ）

#### ソフトボール
- 相馬里砂（イタリア・セリエA）

#### サッカー
- 佐藤幸大（元グルージャ盛岡）
- 鈴木一朗（東邦チタニウムサッカー部）
- 清水光（東邦チタニウムサッカー部）
- 藪中海皇（EDO ALL UNITED）

#### バスケットボール
- 田口成浩（千葉ジェッツふなばし）

#### ハンドボール
- 佐久川ひとみ

#### ホッケー
- 小沢みさき（グラクソ・スミスクラインホッケー部）：北京オリンピックホッケー女子日本代表